# إدموند وايت (روائي)
إدموند وايت (بالإنجليزية: Edmund White)‏ (13 يناير 1940 في سينسيناتي، أوهايو - 3 يونيو 2025) روائي، وصحفي، وأستاذ جامعي، وناقد أدبي، وكاتب سير، وكاتب مذكرات، وكاتب مقالات، وكاتب مسرحي من الولايات المتحدة.

## مؤلفاته
- رواية سيمفونية الوداع.

## روابط خارجية
- إدموند وايت على موقع IMDb (الإنجليزية)
- إدموند وايت على موقع الموسوعة البريطانية (الإنجليزية)
- إدموند وايت على موقع ميوزك برينز (الإنجليزية)
- إدموند وايت على موقع إن إن دي بي (الإنجليزية)
- إدموند وايت على موقع قاعدة بيانات الفيلم (الإنجليزية)